# Beatriz Nascimento
Beatriz Nascimento   (Aracaju, 12 de juliol de 1942 - Rio de Janeiro, 28 de gener de 1995) va ser una historiadora, mestra, escriptora i activista brasilera pels drets civils dels negres i les dones.
Nascuda a la capital de Sergipe, va emigrar amb la seva família a la ciutat de Rio de Janeiro, on es va llicenciar en Història per la Universitat Federal de Rio de Janeiro (UFRJ) i es va especialitzar a la Universitat Federal Fluminense (UFF). Durant la seva etapa d'estudiant universitària, va formar part del cos estudiantil al màster en Comunicació Social de la UFRJ. Va esdevenir influent en els estudis sobre les relacions racials al Brasil després de la seva notorietat en les organitzacions acadèmiques del moviment negre brasiler. Les seves obres més destacades són el documental Ori (1989) i articles sobre el concepte de quilombo al llarg de la història, sobre el racisme i el sexisme.

## Carrera professional
Maria Beatriz va néixer a Aracaju, l'any 1942. Era la novena de deu germans i els seus pares eren la mestressa de casa Rubina Pereira do Nascimento i el paleta Francisco Xavier do Nascimento. Amb només 7 anys, la família va migrar a la ciutat de Rio de Janeiro, a finals del 1949, en un trajecte en vaixell, sortint del port de Salvador, instal·lant-se en el barri de Cordovil. Entre 1968 i 1971, va estudiar Història a la Universitat Federal de Rio de Janeiro (UFRJ). Va realitzar una pràctica d'investigació a l'Arxiu Nacional, sota la direcció de l'historiador José Honório Rodrigues i més tard es va incorporar a la xarxa d'educació estatal de Rio de Janeiro, ensenyant història a l'escola pública Roma, a Copacabana.
El 1978, va iniciar un postgrau en Història, a la Universitat Federal Fluminense, que va concloure el 1981, estudiant sistemes alternatius organitzats exclusivament per persones negres, investigant des dels quilombos de l'època colonial fins a les faveles modernes.
Ja llicenciada i docent a la xarxa estatal, Nascimento va iniciar el seu activisme, participant i proposant discussions racials, sobretot en el món acadèmic. El 1974 va ajudar a crear el Grup de Treball André Rebouças a la UFF i, un any després, l'Institut de Recerca sobre Cultures Negres. Va participar com a conferenciant en diverses trobades, conferències i simposis, parlant del seu malestar amb l'espai universitari, quan mostrava una visió sesgada on els negres només havien participat de la història del Brasil i la construcció nacional, de manera subordinada i involuntària com a ma d'obra forçada. Va participar en la Quinzena del Negre, l'octubre de 1977, a la Universitat de São Paulo, presentant treballs relacionats amb qüestions ètnico-racials, especialment els quilombos. Va estar a l'Àfrica dues vegades, amb la intenció de veure part del continent, podent visitar els territoris dels antics quilombos angolesos.

## Assassinat
L'any 1995, la sergipana estudiava un màster en Comunicació Social a la UFRJ. Una amiga seva havia sigut víctima de diversos capítols de violència domèstica, i Nascimento l'havia aconsellat que abandonés la parella, de nom Antônio Jorge Amorim. El 28 de gener, Amorim va abordar Maria Beatriz, entenent que s'estava interferint en la seva vida privada i l'havia ofès davant dels seus amics, i va disparar-li cinc trets amb una pistola. Antônio va fugir i va acabar sent detingut per la policia el 9 de febrer. Ell ja tenia antecedents policials amb càrrecs d'assassinat, intent de violació i consum de drogues, pels quals estava complint una condemna d'11 anys i 6 mesos.
Antônio va dir a la policia que l'assassinat de la mestra es va produir després de beure alcohol i fàrmacs. El 19 d'abril de 1996, Amorim va ser condemnat a 17 anys de presó per la mort de Maria Beatriz.
Maria Beatriz tenia 52 anys i va ser enterrada al cementiri de Sant Juan Baptista, amb la presència de la seva família, amics i activistes del moviment negre. Divorciada, va deixar una filla.

## Obra
L'obra més reconeguda de Maria Beatriz és la pel·lícula documental Ori (1989), escrita i narrada per ella, dirigida per la sociòloga Raquel Gerber. Documenta la trajectòria dels moviments negres al Brasil entre 1977 i 1988, amb la figura del quilombo com a centre gravitatori de la narració. S'hi tracten temes com la corporalitat dels negres, la pèrdua de la imatge que afectava a les dones africanes esclavitzades i els seus descendents a la diàspora, i la situació de les dones negres al Brasil present, analitzant la seva condició social inferior a causa de la fusió de les herències de l'esclavitud amb el racisme estructural del país.
Obres importants publicades en revistes i publicacions periòdiques:
- «Por uma história do homem negro» (en portuguès brasiler). Revista de Cultura Vozes, 68(1), 1974, pàg. 41–45. DOI: 10.15448/2178-3748.2021.1.41033.
- «Negro e racismo» (en portuguès brasiler). Revista de Cultura Vozes [Petrópolis], 68 (7), 1974, pàg. 65–68.
- «A mulher negra no mercado de trabalho» (en portuguès brasiler). Jornal Última Hora [Rio de Janeiro], 25-07-1976.
- «Nossa democracia racial» (en portuguès brasiler). Revista IstoÉ, 23-11-1977, pàg. 48–49.
- «Kilombo e memória comunitária: um estudo de caso» (en portuguès brasiler). Estudos Afro-Asiáticos. CEAA/UCAM [Rio de Janeiro], 6-7, 1982, pàg. 259–265.
- «O conceito de quilombo e a resistência cultural negra» (en portuguès brasiler). Afrodiáspora, 6-7, 1985, pàg. 41–49.
- «Daquilo que se chama cultura» (en portuguès brasiler). Jornal IDE. Sociedade Brasileira de Psicanálise [São Paulo], 12, 12-1986, pàg. 8.
- «O quilombo do Jabaquara» (en portuguès brasiler). Revista de Cultura Vozes, 5-1979, pàg. 166-168.
- «A mulher negra e o amor» (en portuguès brasiler). Jornal Maioria Falante, 17, 2-1990, pàg. 3.

L'any 2021 es va publicar una selecció de 24 textos publicats per l'autora: Uma história feita por mãos negras. Alex Ratts, qui va coordinar-ne la tria i publicació, va editar un segon llibre el 2022, sota el títol O negro visto por ele mesmo.

## Homenatges
El 2021, la UFRJ va concedir a Nascimento el títol pòstum de Doctora Honoris Causa. L'any 2023, el MInisteri d'Igualtat Racial brasiler va crear el Programa Beatriz Nascimento de Dones en la Ciència, que ofereix beques de doctorat i post-doctorat a dones negres i d'altres minories ètniques.
En virtut de la Llei Federal núm. 14.712/2023, el Congrés Nacional del Brasil va decretar la inscripció de Maria Beatriz Nascimento en el Llibre dels Herois i Heroïnes de la Pàtria, un memorial cenotàfic situat a l'interior del Panteó de la Pàtria i de la Llibertat Tancredo Neves de Brasília, creat per honorar la memòria de les persones que millor van servir en la construcció i defensa del país.